# Chapelle Saint-Clair de Maillat
Pour les articles homonymes, voir Chapelle Sainte-Claire (homonymie).
La chapelle Saint-Clair est une chapelle située à Maillat, en France. Elle est souvent (mais de façon erronée) appelée chapelle "Sainte-Claire".

## Présentation
La chapelle est située dans le département français de l'Ain, sur la commune de Maillat. La chapelle est inscrite au titre des monuments historiques en 1931.